# 360百科
360百科，曾改名好搜百科，是一个中文网络百科全书网站，是360搜索的重要组成部分，其测试版于2013年1月5日上线。
360百科的收录包括“新闻、数码、财经、旅游、影视”等领域。
360百科只支持电脑端编辑，不支持移动端编辑。

## 历史与发展
2013年1月6日：测试版上线。
2014年4月14日：360百科正式上线。新注册用户只能创建“推荐创建词条”，等级达到四级才后可自由创建词条。
2015年1月6日：「360百科」更名為「好搜百科」。
2016年2月1日：「好搜百科」更名為「360百科」。